# Серик (Западно-Казахстанская область)
Серик (каз. Серік) — село в Казталовском районе Западно-Казахстанской области Казахстана. Входит в состав Караузенского сельского округа. Код КАТО — 274853400.

## Население
В 1999 году население села составляло 231 человек (111 мужчин и 120 женщин). По данным переписи 2009 года, в селе проживало 149 человек (81 мужчина и 68 женщин).